# Rio Baba (Ghelința)
O Rio Baba é um rio da Romênia afluente do rio Ghelinţa Mare, localizado no distrito de Covasna.